# Джарылгач (остров)
Джарылга́ч (устар. Джарылгацкий; укр. Джарилгач) — крупнейший по площади и второй по длине (после Тендровской косы) остров Чёрного моря. Омывается Каркинитским заливом с юга и Джарылгачским заливом с севера. Площадь 62 км². Относится к Скадовскому району Херсонской области. Несмотря на размеры острова, он не имеет весомого экономического или стратегического значения и считается необитаемым. В 1920-е годы остров входил в систему новообразованных заповедников СССР. В 2009 году на территории острова был создан Джарылгачский национальный природный парк. С марта 2022 года контролируется Россией.

## География
Длина острова — 42 км (основная часть 23 км, узкая часть 19 км), максимальная ширина — 4,8 км. Все берега острова относятся к аккумулятивному типу. Наивысшая точка — 2,8 м. Берега острова расположены — 0,4 м над уровнем моря. Средняя высота острова: от —0,4 до 0,5 м над у.м.
Ландшафт — сухостепной приморский с солонцами и солончаками, что относится к Восточноевропейским степным равнинам. Земли острова относятся к плоским морским и лиманно-морским низменностям. Постоянные внутренние воды занимают 8 % острова.
Тектонически остров относится к Каркинитско-Северо-Крымскому прогибу Скифской плиты Восточно-Европейской платформы. С геологической точки зрения пески и глины острова относятся к плиоцену неогеновой системы кайнозойской группы. Четвертичные отложения представлены морскими отложениями mH (например, песок) голоцена. Геоморфологическое строение представлено современными морскими террасами (Н). Возраст пород острова — 1,8—25 млн лет.
Почва в центральной части острова — дерновая, преимущественно оглееная песчаная, глинисто-песчаные и супесчаные почвы в комплексе с слабогумусными песками; на западе и востоке — солонцы преимущественно солончаковые, в комплексе с темно-каштановыми остаточно-солонцеватыми (на западе) и каштановые солонцеватые (на востоке) почвами. Присутствует хромидно-сульфатное засоление почв. Плодородие земли низкое: до 1 % гумуса в 30-см слое почвы. Около 10 % острова занято слабогумифицированными и негумифицированными песками, 3 % — черепашково-песчаными отложениями. Согласно исследованиям 2003 года, на озере Синее встречаются залежи пелоидов (лечебных грязей).
Остров расположен на территории Причерноморско-Крымской нефтегазоносной области. На острове есть месторождение песка Среднеджарылгачское (не разрабатывается; применение сырья: для песочниц ж/д локомотивов).
Климат — умеренный сухой. Среднегодовое количество осадков менее 400 мм. Зимой средняя температура −1—2 °C, летом +23 °C. Летом очень засушливая погода, умеренно жаркая зона с мягкой зимой.

### Описание местности
Основная часть острова (не узкая).
На севере острова расположены проходимые болота, покрытые луговой растительностью, с множеством солёных озёр (пересыхающих и нет). По всей территории острова расположено множество кос. Крупнейшие косы: Левкина, Дурилова, Мелкая, Глубокая и Синяя. Яры, балки отсутствуют. Болота к югу сменяются степной травянистой растительностью, расположенной в центре острова. На юге острова по берегу проходит песчаная гряда (высота от 0 до 1,3 м; точка высотой 1,3 м служит пунктом триангуляции), которая продлевается на запад в виде отростка — узкая и вытянутая часть острова. От центра на восток — поросль/насаждения лоха (высота деревьев 3-4 м, ширина 0,07 м, расстояние между деревьями 3 м), которая переходит в урочище Кутковой — насаждения кустарников (к северу) и тростниковой растительности (на востоке у озёр). На острове расположено 4 артезианских источника питьевой воды доступные для туристов (домик монаха, глубокая коса, лесничество, новый маяк), которые относятся к Причерноморскому артезианскому бассейну. На крайнем востоке и на западе (в месте сужения острова) расположены маяки. У восточного маяка расположено сооружение башенного типа (старый маяк). На острове расположено 4 пункта триангуляции: два на узкой части и два на не узкой (1,3 м, наивысшая точка песчаной гряды, и 0,3 м, у восточного маяка и башни).
Западная узкая и вытянутая часть острова длиной в 19 км. Средняя высота 0 м. Максимальные отметки (с запада на восток): 1,5, 1,2, 1,6 (последние две служат пунктами триангуляции). Этот участок острова — песчаная гряда (макс. высота 1,6 м), с очагами камышовой растительности на северном берегу. В центральной части есть маленький лиственный массив. На крайнем западе расположен курган.

### Флора и фауна
На севере острова распространена луговая, болотная и солончаковая растительность, в центре — степная и луговая. В центральной и восточной части острова созданы искусственные лесные насаждения из лоха узколистого и тамарикса четырёхтычинкового. По берегам Черного моря формируется растительность дюн и пляжей. Наиболее распространённые виды растений: полынь, типчак, молочай, тростник, осока. Из редких отмечены золотобородник цикадовый, ковыль днепровский, меч-трава болотная, кендырь Русанова, несколько видов орхидных. Остров является частью биотопа лиманно-морских солончаков. Птицы, обитающие на острове: поморник короткохвостый, серебристая чайка, черноголовая чайка, морской голубок, чеграва. Джарылгач — это место массового кольцевания птиц и часть водно-болотных угодий международного значения, а также место зимования чаек, лебедей, гусей и уток. На полупустынных солончаковых равнинах вблизи морских побережий острова обитает редкий вид отряда чешуекрылые Сатир железный (Hipparchia statilinus), занесённый в Красную книгу Украины.

## Транспорт
Близ косы Глубокая расположена пристань, благодаря которой остров соединён с материковой частью Херсонской области — морским портом Скадовск. На острове также расположен ряд грунтовых дорог, их длина 27 км.

## Галерея

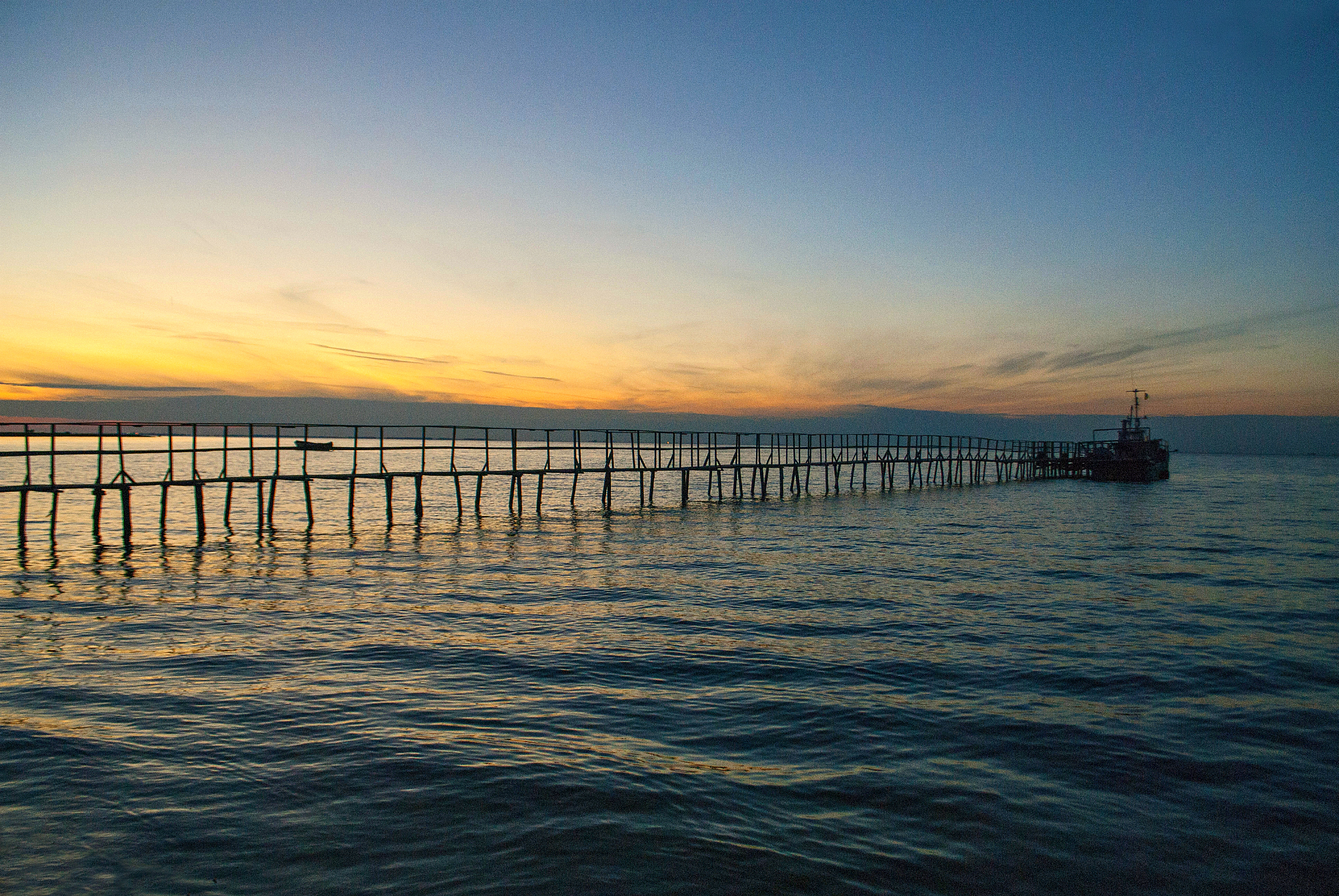
Затока
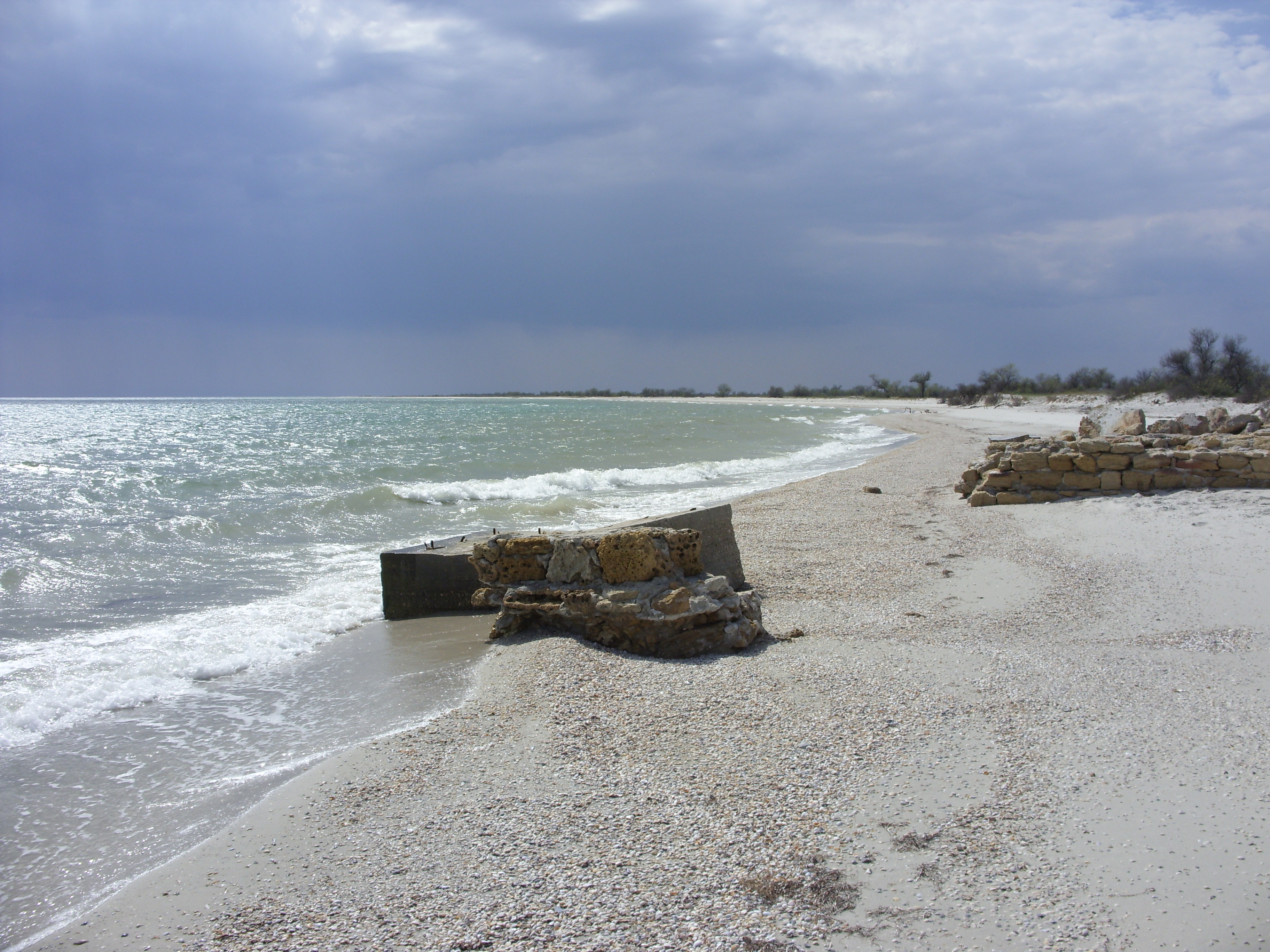
Берег моря
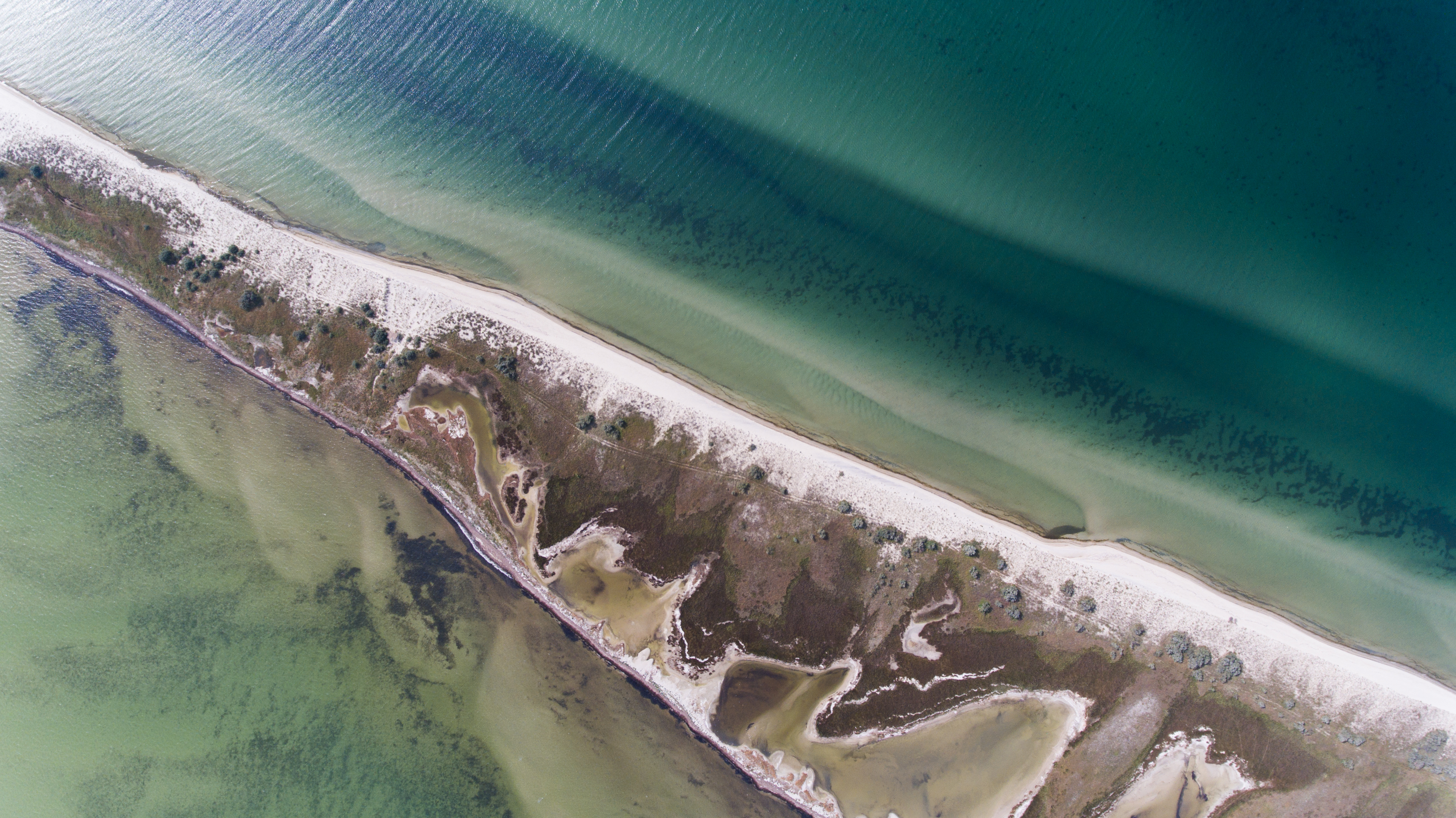
Коса
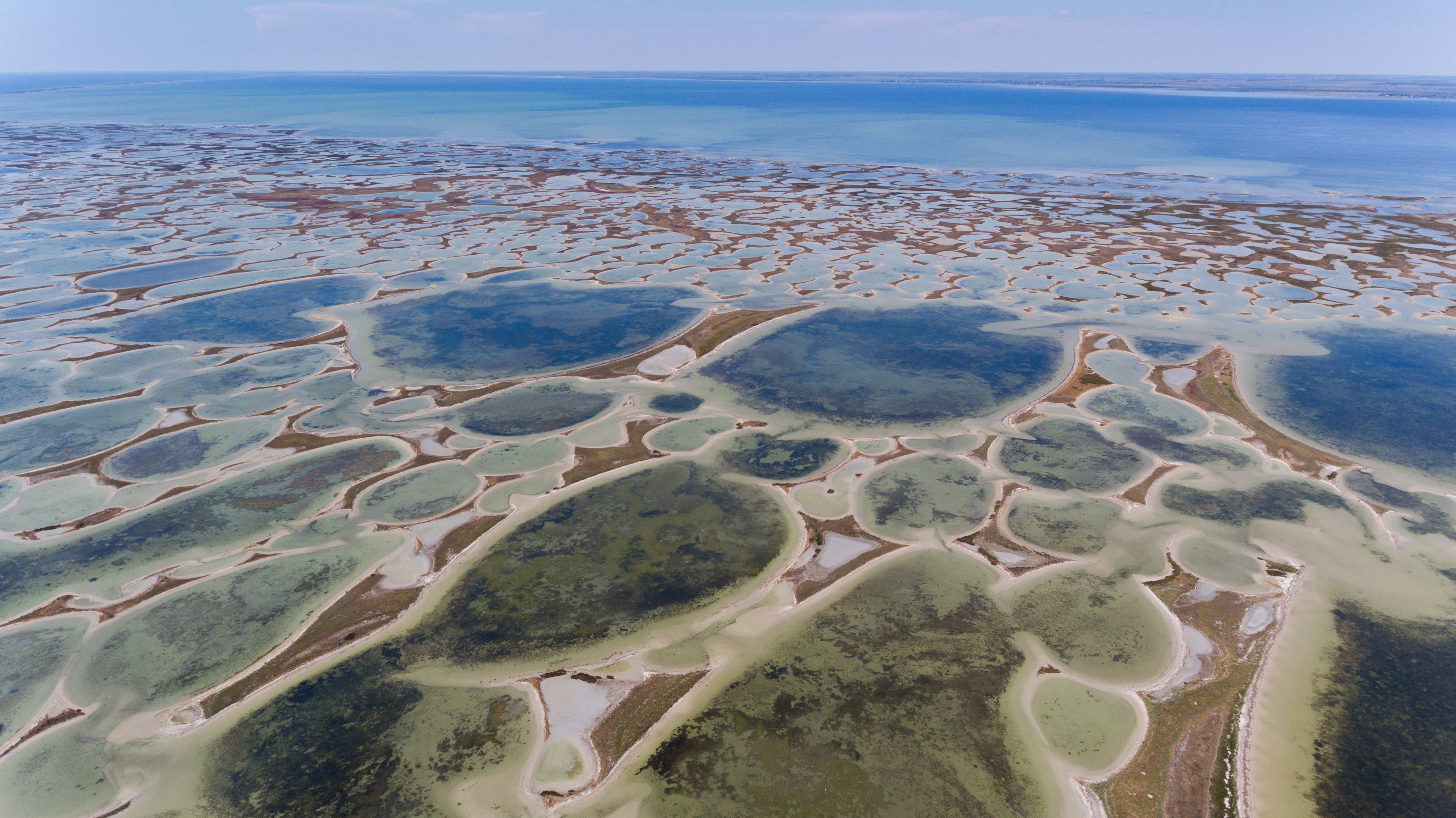
Джарылгач
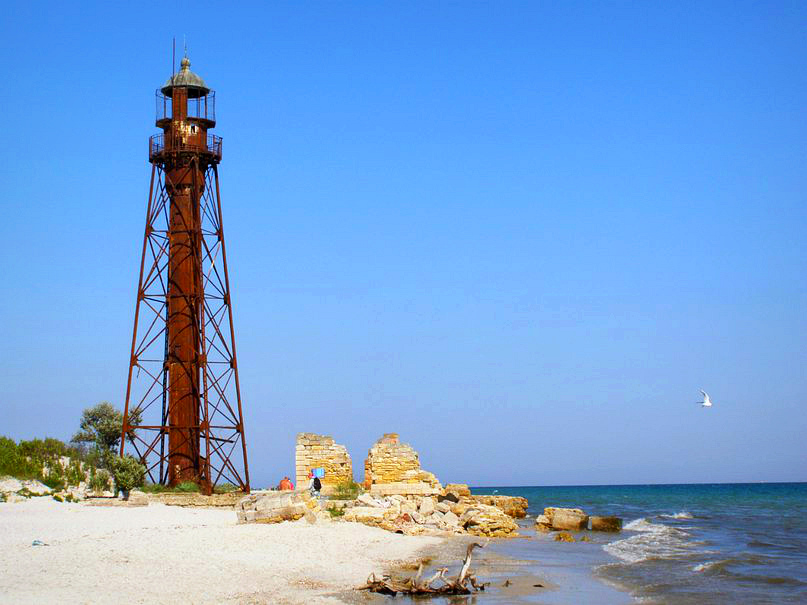
о. Джарылгач, старый маяк
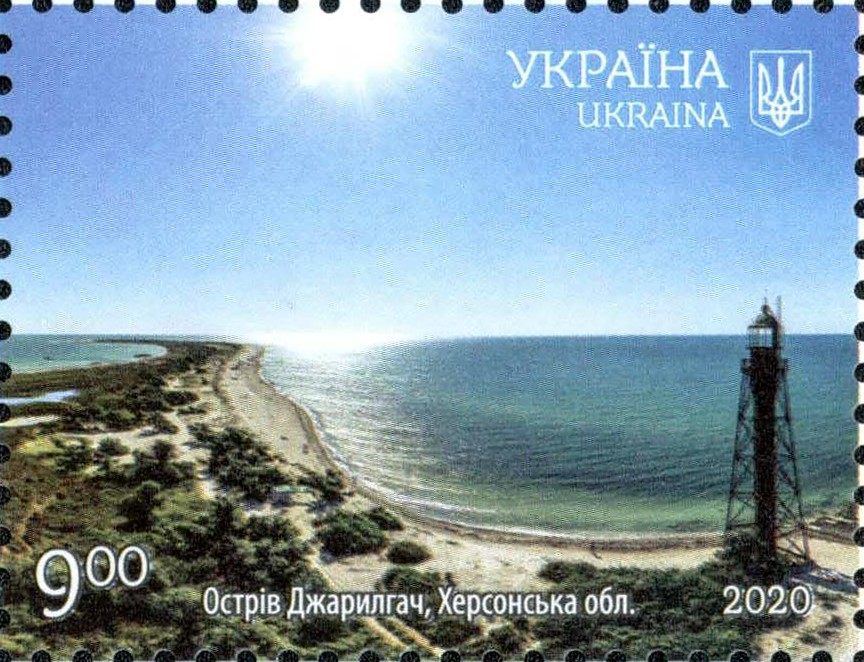
Марка Украины Серія «Краса і велич України». Блок «Херсонська область»: Острів Джарилгач, 2020